# Öffentliche Prostitution

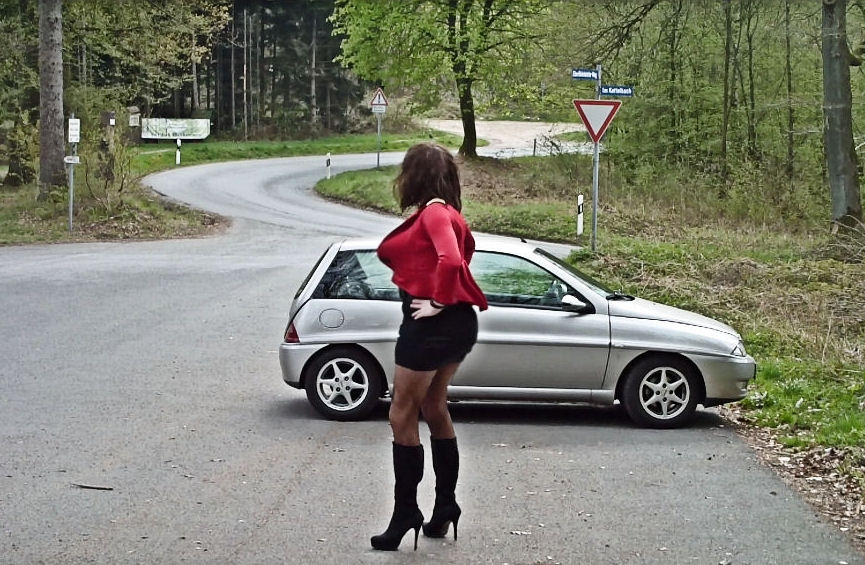
Straßenprostitution

Die öffentliche Prostitution definiert eine Form der Prostitution, die im öffentlichen Raum stattfindet. Andere Bezeichnungen sind Straßenprostitution, Straßen- oder Autostrich. Die Prostituierten warten im Freien, um im Auto vorbeifahrenden, teils auch zu Fuß vorbeikommenden Freiern ihre sexuellen Dienste anzubieten. In der Prostitutionshierarchie befinden sich die Frauen und Männer, die auf der Straße stehen, am unteren Ende, da die Preise oft niedriger sind. Straßenprostitution wird auch als Gelegenheitsprostitution ausgeübt sowie als Beschaffungsprostitution (Drogenprostitution).

## Begriffsherkunft und Bezeichnungen
Die Bezeichnung Strich als eine Straße oder Gegend, in der sich Dirnen anbieten, stammt aus der Jägersprache; hier werden als Strich die gewohnten Wege des Wildes bezeichnet. Eine andere Definition führt den Begriff als Kurzform von Landstrich, also eine Bezeichnung für ein abgegrenztes Gebiet. Eine andere Erklärung kommt aus der Prostitutionsverordnung Wiens zur Zeit der Jahrhundertwende, nach der die Straßendirnen sich nur innerhalb eines bestimmten Bereiches („hinter dem Strich“) am Bordsteinrand aufhalten durften (daher wahrscheinlich auch der Begriff Bordsteinschwalben für Prostituierte vom Straßenstrich), um die herkömmlichen Passanten nicht zu behindern. Ganz ähnlich gab es in Hamburg einen weißen Strich an den Anlegern der Schiffe. Weiter durften sich die Prostituierten den Schiffen nicht nähern. So standen die Damen „auf dem Strich“ und warteten auf ihre ankommende Kundschaft.
Neben den Strich-Mädchen gibt es Strich-Jungen, die sich homosexuellen Männern auf der Straße anbieten.  Nach Knoll und Jaeckel sind höchstens 20 bis 30 Prozent der Strichjungen selber homosexuell; für die anderen ist der Strich ein Geschäft, das oft auch zur Drogenbeschaffung dient.
Baby- und Kinderstrich steht für ein Gebiet, in dem vorwiegend oder überhaupt sehr junge Frauen der Prostitution nachgehen. Weitere Bezeichnungen sind: „Hausfrauenstrich“ für ältere Prostituierte, „Balkanstrich“ für Frauen aus dem Balkan. Teilweise erfolgt die Benennung eines Strichs auch nach dem jeweiligen Freierkreis: So existieren zum Beispiel die abwertenden Bezeichnungen Kanaken- und Molukken-Strich. Mit Abendstrich erfolgt eine Differenzierung nach Tageszeit.
Oft sind die „Striche“ penibel unter den einzelnen Gruppen aufgeteilt. Es ist den dort tätigen Personen zumeist nicht möglich, den zugewiesenen Standort zu wechseln. Dies wird von Zuhältern oder Straßen- und Platzmaklern überwacht.

## Sperrbezirke

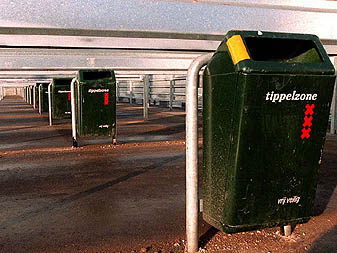
In den Niederlanden haben einige Großstädte zwecks Regulierung der Straßenprostitution (nl: Tippel-
prostitutie) abgeschirmte Parkplätze mit Sichtblenden etc. eingerichtet; das Bild zeigt eine solche Tippelzone (nl.) in Amsterdam, die 2003 wieder geschlossen wurde.

Der Straßenstrich ist in vielen Städten Deutschlands durch Sperrbezirksverordnungen mit allgemeinverbindlichem Satzungscharakter örtlich begrenzt. Viele Rotlichtviertel und Innenstädte werden so vom Straßenstrich freigehalten und Umfeldbeeinträchtigungen können so zumindest durch Ge- und Verbote eingeschränkt werden. Zur wirksamen Durchsetzung einer Sperrbezirksverordnung bedarf es neben dem grundlegenden Engagement seitens der städtischen Ordnungsämter vor allem institutioneller Kreativität bei der Auslotung von verhältnismäßigen Maßnahmen, um dem Anspruch einer hochqualitativen Bedürfnisbefriedigung aller Beteiligten gerecht zu werden und nicht zugleich einen sozialen Strafraum zu schaffen. Um solche Sperrgebietsverordnungen zu umgehen, sorgen käufliche Personen durch auffällige Haltung und Bekleidung oder durch Gesten wie geschlenkerte Handtaschen oder durch Mitführen eines auffälligen Hundes usw. dafür, dass sie angesprochen werden. Oft ziehen sie sich in Hauseingänge zurück und kommen nur hervor, wenn sie einen potentiellen Kunden sehen und keine Gefahr der Missbilligung durch andere besteht.
Das Verwaltungsgericht Gelsenkirchen hob im März 2013 das 2011 von der Stadt Dortmund und der Bezirksregierung Arnsberg für das gesamte Stadtgebiet erlassene Verbot der Straßenprostitution auf. 2015 wurde das Verbot jedoch vom Oberverwaltungsgericht Münster letztinstanzlich bestätigt.

## Ausübungsformen
Die sexuellen Handlungen selbst finden manchmal anschließend im Auto selbst statt, wobei zunächst in der Regel ein ruhiger Stellplatz oder auch eine Verrichtungsbox mit dem Auto aufgesucht wird. Andererseits kann der sexuelle Kontakt auch auf dem Zimmer stattfinden, zum Beispiel in einem Stundenhotel oder, vor allem im Rahmen der organisierten Prostitution, in einem Bordell. Doch kann ein Straßenstrich auch zur Belastung für die Anwohner in der näheren Umgebung werden, wenn dann etwa ganze Etagen von Häusern in Wohngebieten mehr oder weniger offen zum Verrichtungsort werden; zudem kann der Freiersuchverkehr der motorisierten Kundschaft in den Abendstunden für Ärger bei den Anwohnern sorgen; das sind Gründe für die Einrichtung der Sperrbezirke.
Im Jahre 1986 setzte die niederländische Stadt Utrecht ein international vielbeachtetes Konzept eines streng kontrollierten Straßenstrichs um, das einen mit „Verrichtungsboxen“ ausgestatteten geschützten, räumlich und zeitlich klar begrenzten Bereich umfasst. Innerhalb dieser Zone können die Prostituierten ihrem Gewerbe unter relativ sicheren und hygienischen Bedingungen legal nachgehen. Das sogenannte „Utrechter Modell“ wurde seitdem in mehreren Städten innerhalb und außerhalb der Niederlande übernommen, darunter Köln, Essen und Zürich.

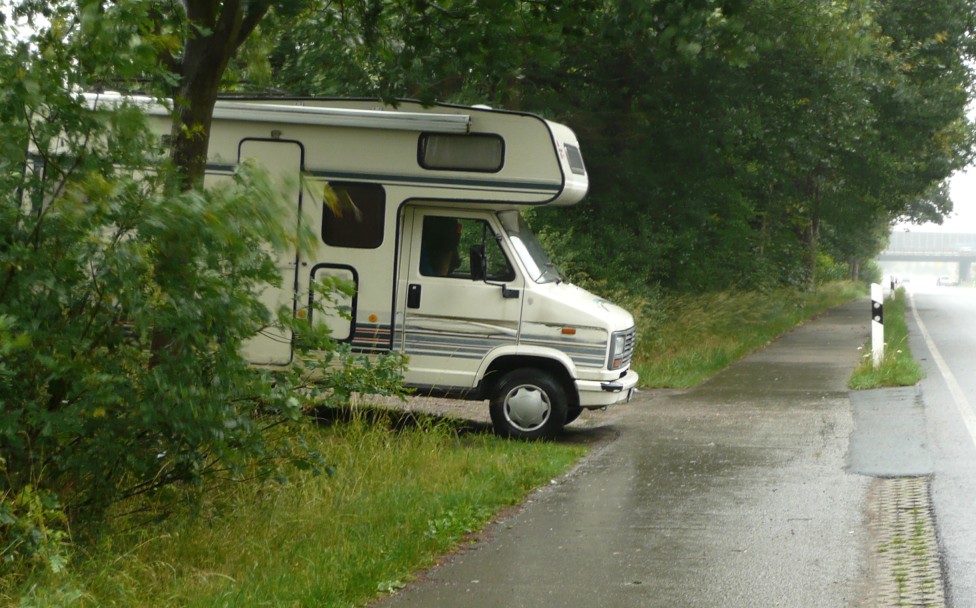
Liebesmobil am Rande einer Bundesstraße

In ländlichen Gegenden und Hafenbezirken gibt es Straßenstriche, bei denen sich mobile Prostituierte in Wohnwagen oder Wohnmobilen, sogenannte Lovemobile, anbieten. Diese zielen hauptsächlich auf Fernfahrer und Berufspendler als Kundschaft ab. In Deutschland kommt diese Form der Prostitution häufig am Rande von Bundesstraßen oder auf Parkplätzen an der Autobahn vor.
Verbreitet ist die ländliche Straßenprostitution auch in anderen europäischen Ländern, zum Beispiel in Italien, wo Bordelle verboten sind. Die dortigen Straßenprostituierten, meist schwarzafrikanischer oder osteuropäischer Herkunft mit in der Regel illegalem Aufenthaltsstatus, gehen dieser Aktivität daher sehr häufig – unfreiwillig und gezwungenermaßen – an Haupt- und Nebenverkehrsstraßen nach. Ein anderes Beispiel sind die grenznahen Regionen der östlich an Deutschland angrenzenden Nachbarländer.

## Probleme
Auf einigen Straßenstrichen finden sich Prostituierte, die keine Möglichkeit zur Arbeit in Bordellen, Bars usw. haben, oder weil sie der Prostitution z. B. aufgrund einer persönlichen finanziellen Krise nur für kurze Zeit nachgehen wollen (vgl. Gelegenheitsprostitution). In Deutschland konnten bis zur Abschaffung des Bockscheins 2001 auch solche Prostituierte, die als Drogenabhängige oder HIV-Infizierte nicht dieses notwendige Gesundheitszeugnis bekommen und vorlegen konnten,  nur auf dem Straßenstrich arbeiten (vgl. Beschaffungsprostitution (Drogenprostitution)). Jedoch bieten aus der Not heraus oft gerade Hochrisikogruppen unter den Prostituierten in Deutschland bezahlten Sex illegal ohne Kondom an, so dass sowohl der Freier, der solchen wünscht, als auch die Prostituierten selbst ein erhöhtes Infektionsrisiko eingehen. Des Weiteren ist die verbotene Prostitution von Minderjährigen auf einige Straßenstriche oder andere Orte mit geringer Kontrolldichte beschränkt. Besonders schwierige Bedingungen in Europa haben Frauen der Bevölkerungsgruppe Roma, die oft in Bulgarien beheimatet sind. In ihrer Heimat fehlt ihnen der Zugang zu Bildung. Die Arbeitslosenquote ist hoch. Die Prostitution ermöglicht den Frauen, ihre Familie finanziell zu unterstützen. Die Drogenabhängigkeit verschlechtert wiederum die Arbeitsmöglichkeiten, für geringstes Entgelt werden ungeschützte Sexpraktiken angeboten, was das Risiko der Übertragung von Geschlechtskrankheiten erhöht. Insgesamt variieren Straßenstriche lokal und regional sehr stark, was die Zusammensetzung der Sexarbeiterinnen, die Kontrolldichte durch die Behörden und die Effizienz von Selbstkontrolle und sozialen Stützungseinrichtungen angeht.

## Fallbeispiele
Deutschland
- In Dortmund gab es seit 2001 einen Straßenstrich, an dem öffentliche Prostitution praktiziert wurde. Er lag an der Ravensburger Straße in der Dortmunder Nordstadt.[10] Bis 2006 arbeiteten dort etwa 60 Prostituierte.[6] Im Zuge der EU-Osterweiterung 2007, bei der Bulgarien und Rumänien in die EU aufgenommen wurden, stieg diese Zahl sprunghaft an. Grund dafür waren viele zugewanderte bulgarische Frauen, die auf dem Dortmunder Straßenstrich ihre Dienste anboten. Im Jahr 2007 wurden laut Tz.de an der Ravensburger Straße 500 bis 700 Prostituierte gezählt.[6] Nach einer anderen Quelle haben im Jahr 2010 „zu Hauptverkehrszeiten etwa 150 Prostituierte“ an dem Strich gearbeitet.[10] Im Jahr 2011 haben Stadtverwaltung und Bezirksregierung die Straßenprostitution im ganzen Dortmunder Stadtgebiet verboten. Das Verbot wurde im August 2015 durch das Oberverwaltungsgericht Münster bestätigt.[6]
- Die Kurfürstenstraße in Berlin ist spätestens seit den 1970er Jahren ein Standort für Straßenprostitution, der sich auch auf umliegende Straßen ausdehnte. 2013 wurde über Sperrzeiten und Einrichtung eines Sperrbezirks diskutiert.[11] 2014 wurde die Zahl der Prostituierten auf 300 geschätzt.[12] Die Welt berichtete 2015: „Eine Studie der TU Berlin hatte ergeben, dass es sich bei den Prostituierten überwiegend um Frauen aus Mittel- und Osteuropa handelt, Alter: 18 bis 35 Jahre. Zwei Drittel gelten als heroin- oder kokainsüchtig. Und fast alle können eine Steuernummer beim Finanzamt vorweisen.“[13]
- Östlich von Berlin entstand ein Straßenstrich an der Bundesstraße 1 in einer bewaldeten Senke zwischen Jahnsfelde und Diedersdorf. Dirk Illgenstein, Bürgermeister der Großgemeinde Vierlinden, forderte 2009 einen Sperrbezirk.[14]
- An der Bundesstraße 2 im Abschnitt vom Potsdamer Stadtzentrum nach Süden zur Autobahnauffahrt Michendorf (in Potsdam-Mittelmark) entwickelte sich ein Straßenstrich. Die Einrichtung eines Sperrbezirks wurde 2015 abgelehnt.[15]
- Die Bundesstraße 5 zwischen Frankfurt (Oder) und Treplin entwickelte sich zum Zentrum der Straßenprostitution in Brandenburg.[15]
- An der Bundesstraße 206 entwickelte sich Straßenprostitution auf den Parkplätzen zwischen Bad Bramstedt und Bad Segeberg, Bürger protestierten 2014.[16]

Österreich
- In Wien wurde durch das Wiener Prostitutionsgesetz 2011 der Straßenstrich in Wohngebieten verboten und hat sich seither an den Stadtrand in gesetzlich geregelte Erlaubniszonen verlagert.[17][18]

Tschechien
- Die Europastraße 55 entwickelte sich zwischenzeitlich zu „Europas größtem Straßenstrich“, unter anderem bei Dubí. Auf der deutschen und auf der tschechischen Seite wurden Videokameras installiert, vom tschechischen Teil aus wurden die Aufnahmen auch ins Internet öffentlich übertragen.[19]

Schweiz
- Am Rande von Zürich wurde 2013 der Strichplatz Depotweg eröffnet, um die Straßenprostitution an der Langstrasse und am Sihlquai einzugrenzen.